# Itzik Galili
Itzik Galili (Tel Aviv, 1961) is een Israëlisch danser en choreograaf, die voornamelijk werkzaam is in Nederland. Hij was onder andere artistiek directeur van NND/Galili Dance van 1997 tot 2008.

## Biografie
Galili is geboren als oudste van drie broers en groeide op in Tel Aviv. Hij diende vier en een half jaar in een gevechtseenheid van het Israëlisch defensieleger (IDF). Hij begon op vierentwintigjarige leeftijd met dansen in de juniorengroep van Batsheva Dance Company onder leiding van Nira Paz, vervolgens bij Bat-Dor Dance Company onder leiding van Jeanette Ordman, en daarna opnieuw bij Batsheva Dance Company onder leiding van David Dvir en Ohad Naharin. In 1989 studeerde hij choreografie en compositie aan de Guildford School of Acting and Drama Dance Education in Guildford, Engeland.
Galili's danscarrière duurde tot 1994, waarna een carrière als choreograaf begon, aanvankelijk in Israël. In 1990 creëerde hij de dansstukken Double Time en Old Cartoon, waarmee hij een jaar later de eerste prijs won voor origineel werk in de choreografiewedstrijd "Shades in Dance".
In 1991, op 30-jarige leeftijd, verhuisde hij naar Amsterdam en richtte daar zijn eigen dansgroep op. In 1992 won zijn creatie The Butterfly Effect de publieksprijs in de internationale choreografenwedstrijd in Groningen, waarna diverse uitnodigingen van internationale dansgezelschappen volgden om werk voor hun te creëren.
In 1997 werd hij door de Nederlandse minister van Cultuur benoemd tot artistiek directeur van een nieuw, door de overheid gefinancierd dansgezelschap, gevestigd in de stad Groningen. Het gezelschap kreeg de naam NND/Galili Dance (NND staat voor Noord-Nederlandse Dansgroep). Galili leidde het gezelschap tot 2008. Hij wist met zijn Groningse voorstellingen een groot publiek te trekken, later ook in Den Haag en Leeuwarden. Van gemiddeld één dansvoorstelling per maand groeide Galili Dance in vijf jaar tijd naar gemiddeld drie voorstellingen per week. Hij ontwikkelde tevens een methode en aanpak voor het onderwijzen van dans bij schoolkinderen en bij kinderen die moeite hebben met school. Deze methode wordt vandaag de dag nog steeds door verschillende gezelschappen in Nederland gehanteerd.
Galili was in zijn Groningse periode oprichter en mentor van drie Nederlandse gezelschappen: Club Guy & Roni, Random Coalition en Project Seli. In 1998 richtte hij de internationale wedstrijd voor choreografen in Groningen op en gaf daaraan tot 2003 artistieke leiding. Sinds 2001 werkt hij artistiek vaak samen met Elisabeth Gibiat. In 2006 richtte hij "My Place, Your Place" op, een experimenteel festival, bedoeld om mensen te verbinden met dans, waarbij optredens bij mensen thuis werden georganiseerd, met gemiddeld honderd optredens in één weekend.
In 2008 was hij medeoprichter van Dansgroep Amsterdam, een nieuw hedendaags dansgezelschap in de Nederlandse hoofdstad, waarvoor hij in januari 2009 terug naar Amsterdam verhuisde. Tot eind 2010 was hij co-artistiek leider van de groep, naast Krisztina de Châtel. Het gezelschap hield in 2013 door gebrek aan financiering op te bestaan.
Galili creëerde meer dan 130 choreografieën, waarvan sommige te zien waren bij vermaarde gezelschappen als Het Nationale Ballet, Nederlands Dans Theater, NDT II, Scapino Ballet, Batsheva Dance Company, English National Ballet, Staatsoper Wiesbaden, Staatsballett Stuttgart, Staatsballett München, Ballett Zürich, Ballett Basel, Gautier Dance, Ballet Russe de Monte Carlo, Cessna Negro, Diversions Dance, Phoenix Dance Theatre, Ballet Kyle, Nord Dans, Fins Nationaal Ballet, Royal Winnipeg Ballet, Les Grands Ballets Canadiens, Bella Jazz Montreal, Danza Contemporánea de Cuba en Balé da Cidade de São Paulo.
Daarnaast creëerde hij choreografieën voor operavoorstellingen, onder andere in de Metropolitan Opera in New York (Prins Igor), Nationale Opera en Ballet in Amsterdam en het Royal Opera House in Londen. In 2014 choreografeerde hij een grote show THE WYLD in het Friedrichstadt-Palast in Berlijn. Verder creëerde hij choreografieën voor tv-dansfilms, zoals Come Across (1996, voor de Nederlandse zender NPS) en A Sense of Gravity (2002, voor BBC2).
In 2009 ging zijn werk A Linha Curva (oorspronkelijk voor het Balé da Cidade de São Paulo) in première in het Londense Sadler's Wells Theatre, gedanst door de Rambert Dance Company, en won daar de Laurence Olivier Award voor "beste nieuwe productie" en werd tevens genomineerd in twee andere categorieën: de prijs van de theatercritici voor "beste moderne choreografie" en de prijs voor lichtontwerp.
Galili heeft zitting in diverse kunstcommissies, jureert wedstrijden en geeft lezingen over zijn kijk op dans aan de universiteiten van Oxford, Amsterdam en Groningen. In 2017 werd hij samen met Mata Murai benoemd tot artistiek directeur van het festival "Raising the Screen". In hetzelfde jaar werd hij gekozen als een van de drie juryleden van Eurovision Young Dancers 2017.

## Prijzen en onderscheidingen
- 1991: Eerste prijs voor een origineel werk in de wedstrijd "Shades in Dance" in Israël
- 1992: Publieksprijs op de Internationale Choreografen Competitie in Groningen voor het dansstuk The Butterfly Effect
- 1994: Philip Morris Kunstprijs voor dans
- 2002: VSCD-prijs ("Zwaan") voor choreografie
- 2003: Gouden Maskerprijs (beschouwd als de meest prestigieuze prijs voor hedendaagse choreografie in Rusland)
- 2006: VSCD-prijs voor de beste productie seizoen 2005-2006
- 2006: Ridder in de Orde van Oranje-Nassau, uit handen van koningin Beatrix, voor zijn bijdrage aan de Nederlandse dans.
- 2008: Choreografieprijs van de Landelijke Vereniging van Theaterregisseurs voor zijn bijdrage aan de Nederlandse dans

## Werken (selectie)
- 1991: The Butterfly Effect
- 1992: Earth Apples
- 1993: When You See God... Tell Him
- 1994: Ma’s Bandage
- 1995: Through Nana’s Eyes
- 1996: Chronocratie
- 1997: Fragile
- 1997: Until.With/Out. Enough
- 1998: Chameleon
- 1999: The Drunken Garden
- 2000: Things I Told Nobody
- 2001: For Heaven’s Sake
- 2003: Mono Lisa
- 2004: Peeled
- 2004: Hikarizatto
- 2005: A Linha Curva
- 2007: six
- 2009: SUB
- 2010: Or
- 2010: Little Tiny Bite
- 2010: Bullet Proof Mama
- 2012: The Grammar of Silence
- 2012: The Open Square
- 2012: Somb-risa
- 2012: And The Earth Shall Bear Again
- 2013: Il est de certains coeurs…
- 2014: O Balcão de Amor
- 2014: The Chambers of a Heart
- 2015: Almost Human
- 2016: In Short
- 2017: My Best Enemy

- Bibliothèque nationale de France: cb16926509w (data)
- Gemeinsame Normdatei: 1064684483
- International Standard Name Identifier: 0000 0000 3349 2655
- Library of Congress Control Number: n97852737
- Nationale Bibliotheek van Tsjechië: xx0269506
- Système universitaire de documentation: 182649466
- Virtual International Authority File: 43598888
- WorldCat: E39PBJfmkWDG9yQWcgkVPFvyh3